# Old Mill Creek (Illinois)
Old Mill Creek es una villa ubicada en el condado de Lake en el estado estadounidense de Illinois. En el Censo de 2010 tenía una población de 178 habitantes y una densidad poblacional de 6,36 personas por km².

## Geografía
Old Mill Creek se encuentra ubicada en las coordenadas 42°25′59″N 87°58′56″O / 42.43306, -87.98222. Según la Oficina del Censo de los Estados Unidos, Old Mill Creek tiene una superficie total de 27.98 km², de la cual 27.53 km² corresponden a tierra firme y (1.61%) 0.45 km² es agua.

## Demografía
Según el censo de 2010, había 178 personas residiendo en Old Mill Creek. La densidad de población era de 6,36 hab./km². De los 178 habitantes, Old Mill Creek estaba compuesto por el 81.46% blancos, el 4.49% eran afroamericanos, el 0% eran amerindios, el 4.49% eran asiáticos, el 0% eran isleños del Pacífico, el 7.3% eran de otras razas y el 2.25% pertenecían a dos o más razas. Del total de la población el 10.11% eran hispanos o latinos de cualquier raza.